# Gotthilf Fischer

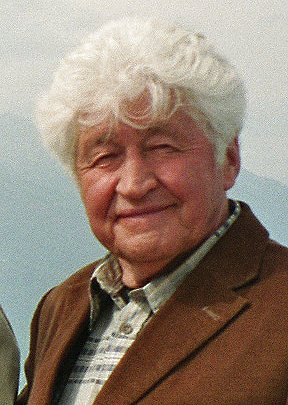
Gotthilf Fischer

Gotthilf Fischer (nome artístico de Gerhard Albert Fischer) (Plochingen, Baden-Württemberg, 11 de fevereiro de 1928 - Weinstadt, 11 de dezembro de 2020) foi um maestro de coros alemão, que se tornou famoso pela criação dos Fischer-Chöre (Coros Fischer).
Era filho de um carpinteiro que escrevia música durante suas horas livres, o que fez com que ele ainda menino tivesse contato com a música. Sua estréia no meio musical se deu ao fim da Segunda Guerra Mundial, quando se tornou maestro do Concordia Gesangvereins, uma comunidade de coros locais da cidade de Esslingen. Em 1949, o coro do Concordia Gesangvereins, sob sua regência, foi laureado com o prêmio de melhor coro tanto em música erudita quanto em música popular no Festival da Suábia, em Göppingen. Com o prêmio, Gotthilf Fischer voltou para sua cidade natal e foi chamado para ser regente de outras sociedades musicais, unindo todas elas no que seria depois o Fischer-Chöre.
Apesar de seu grande sucesso musical, Gotthilf Fischer sempre foi autodidata, estudando por seus próprios meios. Provavelmente o auge de sua carreira foi no encerramento da Copa do Mundo de 1974, ao apresentar as mais de mil vozes do Fischer-Chöre em campo. Outras turnês foram realizadas em Roma e nos Estados Unidos, onde o coro se apresentou para o presidente Jimmy Carter.